# Большой Краснояр (Ярковский район)
Большой Краснояр (Больше-Красноярские юрты) — деревня в Ярковском районе Тюменской области, входит в сельское поселение Плехановское. Бывший центр Красноярского сельсовета. Название получило по красной глине, из которой состоит берег (яр) озера. 
Больше-Красноярские юрты ранее являлись центром Калымской волости.
В деревне функционирует фельдшерско-акушерский пункт. Действует средняя образовательная школа и клуб культуры с сельской библиотекой. 
Имеется одноимённая автобусная остановка. В деревне действует мечеть. 

## Расположение
Село расположено на берегу озера Чуша (старица реки Тобол), в которое впадает речка Отнога. Ближайшие населённые пункты: на северо-западе деревня Тараканова, на севере деревня Малый Эсаул, на юге деревня Бачкун.  
Рядом проходит Сургутская часть Свердловской железной дороги, участок Тюмень — Тобольск. Примерно в 3 км посёлок и железнодорожная станция Усть-Тавда.

## История
Раньше поселение носило название Больше-Красноярские Юрты и было центром Калымской волости Тюменского уезда Тобольской губернии.
Калымская волость, вероятно, была названа по реке Калымке и озёрам: Малая Калымка, Средняя Калымка и Большая Калымка.
В 1816 году в Калымскую ясачную волость входили: Сагандыковские юрты, Красноярские юрты, Утяшевские Юрты, Канчабурские юрты, Лабутинские юрты, Киндерские юрты.
В связи с образованием районов в 1923 году волость была расформирована, частично преобразована в Красноярский сельсовет с центром в деревне Большой Краснояр (Больше-Красноярские Юрты).
Красноярский сельсовет был образован 12 ноября 1923 года на территории образованного Иевлевского района в составе Тюменского округа Уральской области.
17 июня 1925 года сельсовет вошёл в состав образованного Ярковского района.
В Красноярский сельсовет на 1926 год входили: деревня Больше-Красноярские Юрты (население — татары и чуваши), деревня Больше-Есаульские юрты (татары), деревня Мало-Есаульские юрты (татары), деревня Мало-Красноярские юрты (татары), деревня Средне-Красноярские Юрты (татары), деревня Утяшевские Юрты (татары).  

## Население
| 2010 |
| ---- |
| 231  |